# Eötvös Pál
Eötvös Pál (Budapest, 1939. február 8.) magyar újságíró, publicista.

## Életpályája
Szülei: Eötvös Pál és Báthory Jolán voltak. 1960–1964 között a József Attila Tudományegyetem Jogtudományi Karának hallgatója volt. 1964–1970 között a veszprémi Napló gyakornoka és rovatvezetője volt. 1967 és 1989 között a Magyar Szocialista Munkáspárt tagja volt. 1970–1971 között a Népszava munkatársaként dolgozott. 1971-től volt a Népszabadság munkatársa. 1972–1977 között megyei tudósítóként dolgozott. 1977-től rovatvezető, majd 1979-től szerkesztőbizottsági tag lett. 1985-től a Népszabadság főszerkesztő-helyettese, 1989–2004 között főszerkesztője volt. 1990–2004 között a Népszabadság Rt. elnöke, és az igazgatótanács tagja volt. 1994–1997 között a MÚOSZ elnökségi tagja, 2004–2011 között elnöke volt.

## Családja
1962-ben házasságot kötött Teleki Katalinnal. Két gyermekük született: Péter (1966) és Anna (1976).

## Művei
- Eleven, mozgalmi pártot! Interjú Grósz Károllyal, az MSZMP főtitkárával; riporter Borbély Gábor, Eötvös Pál; Kossuth, Budapest, 1988